# Miloš Bogunović
Miloš Bogunović (in serbo Милош Богуновић?; Belgrado, 10 giugno 1985) è un ex calciatore serbo, di ruolo attaccante.

## Palmarès

### Club

#### Competizioni nazionali
- Coppa di Serbia: 1

Partizan: 2008-2009
- Campionato serbo: 2

Partizan: 2008-2009, 2009-2010